# カタジナ・ロゴヴィエツ
カタジナ・ロゴヴィエツ（ポーランド語: Katarzyna Rogowiec、1977年10月14日 - ）は、ポーランドのラプカ＝ズドルイ (Rabka-Zdrój) 出身のクロスカントリースキー選手、バイアスロン選手。職業は経済学者で現在はノヴィ・ソンチで暮らしており近くのクラクフで練習している。彼女が3歳だった時の収穫時期に収穫機械に両手を巻き込まれて切断することになった。しかし彼女はこのことを覚えておらず、両親から聞いたという。
パラリンピックでは2002年ソルトレークシティパラリンピックと2006年トリノパラリンピックに出場しており、ソルトレークシティではクロスカントリースキーの3種目出場し、 5kmクラシカルテクニックなどで4位に入ったがメダルの獲得はならなかった。2006年のトリノではクロスカントリースキーの15kmスタンディングと5kmスタンディングで金メダルを獲得しておりバイアスロンでも7.5kmスタンディングで4位、12.5kmスタンディングでも6位となった。